# Lara Díez
Lara Díez Quintanilla, född 1985 i Lleida (Katalonien, Spanien), är en katalansk skådespelare. Hon är kanske mest känd för sina rolltolkningar i humorprogrammet Polònia, där hon återkommande imiterat politiker som Inés Arrimadas och Anna Gabriel.

## Biografi
Lara Díez intresserade sig tidigt för teater och skådespeleri. Som barn ägnade hon sig ofta åt imitationer av TV-kändisar eller grannar, till familjens eller närmaste bekantskapskretsens förnöjsamhet och påhejad av hennes farmor/mormor. Från nio till sjutton års ålder gick hon på skolteaterstudier på skolan Zum Zum i hemstaden Lleida, en skola ledd av Ramon Molins i Eduard Muntada.
1997 medverkade hon i sin första större scenuppsättning, La Disputa de Marivaux i regi av Carles Labernia, och från och med 2003 deltog hon regelbundet i olika uppsättningar i antingen hemstaden eller i Barcelona (dit ho flyttade 2006). Ungefär samtidigt började hon skådespelande i diverse kortfilmsproduktioner, 2010 sågs hon i sin första långfilmsproduktion (Catalunya über alles! i regi av Ramon Térmens; Díez roll var som TV-reporter), och 2014 medverkade hon i flera avsnitt i TV3-serien La Riera.
2015 fungerade Lara Díez som stand-in (för Natalie Dormer) i den amerikanska TV-serieproduktionen Game of Thrones (vars sjätte säsong då spelades in i Katalonien). Samma år inleddes hennes verksamhet som imitatör i Polònia, det populära och långlivade humorprogrammet på katalanska TV3; hon har under sina första år främst synts i rollerna som Anna Gabriel (språkrör för CUP) och Inés Arrimadas (gruppledare i Kataloniens parlament för Ciudadanos) – två politiker som i verkligheten har mycket lite gemensamt. Året efter medverkade hon även återkommande i Polònias systerprogram Crackòvia.

## Utmärkelser
Lara Díez mottog 2017 det katalanska TV-priset Zapping i kategorin Bästa skådespelerska.